# Shooting Star Lens
Shooting Star Lens (流れ星レンズ?, Nagareboshi Renzu) è un manga shōjo scritto e disegnato da Mayu Murata. Ha iniziato la sua serializzazione sulla rivista Ribon della Shūeisha nel 2011 e si è concluso il 3 luglio 2014, con un totale di 10 volumi pubblicati. In Italia i diritti sono stati acquistati da Star Comics, che lo ha pubblicato tra il 24 settembre 2015 e il 26 aprile 2017. Il manga è stato adattato in un OAV di 18 minuti da Kinema Citrus nel 2012.

## Volumi
| Nº | Data di prima pubblicazione | Data di prima pubblicazione | Data di prima pubblicazione |
| Nº | Giapponese                  | Giapponese                  | Italiano                    |
| -- | --------------------------- | --------------------------- | --------------------------- |
| 1  | 11 agosto 2011              | ISBN 978-4-08-867133-8      | 24 settembre 2015           |
| 2  | 15 dicembre 2011            | ISBN 978-4-08-867161-1      | 25 novembre 2015            |
| 3  | 15 marzo 2012               | ISBN 978-4-08-867187-1      | 27 gennaio 2016             |
| 4  | 10 agosto 2012              | ISBN 978-4-08-867216-8      | 23 marzo 2016               |
| 5  | 14 dicembre 2012            | ISBN 978-4-08-867239-7      | 25 maggio 2016              |
| 6  | 15 aprile 2013              | ISBN 978-4-08-867262-5      | 27 luglio 2016              |
| 7  | 9 agosto 2013               | ISBN 978-4-08-867279-3      | 28 settembre 2016           |
| 8  | 13 dicembre 2013            | ISBN 978-4-08-867298-4      | 23 novembre 2016            |
| 9  | 15 aprile 2014              | ISBN 978-4-08-867319-6      | 22 febbraio 2017            |
| 10 | 12 settembre 2014           | ISBN 978-4-08-867336-3      | 26 aprile 2017              |